# بهاتی پرینسلو

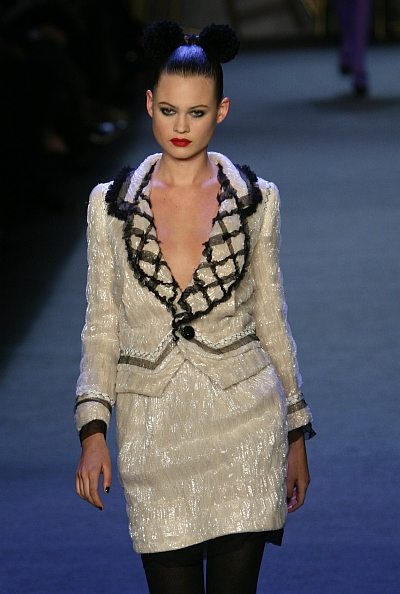

بهاتی پرینسلو (به انگلیسی: Behati Prinsloo) متولد ۱۶ مه ۱۹۸۹، یک مدل نامیبیایی می‌باشد. وی در سال ۲۰۰۸ در خط "صورتی" ویکتوریا سیکرت مشغول به کار شد و در سال ۲۰۰۹ تا مقام "فرشته‌های ویکتوریا" پیشرفت کرد.
بهاتی در ۱۹ژوئیه ۲۰۱۴با آدام لوین رهبر گروه راک مارون فایو ازدواج کرد و اولین فرزند آنها داستی رز  لوین در ۲۱سپتامبر ۲۰۱۶به دنیا آمد.